# Neudorf (Heiligenstadt in Oberfranken)

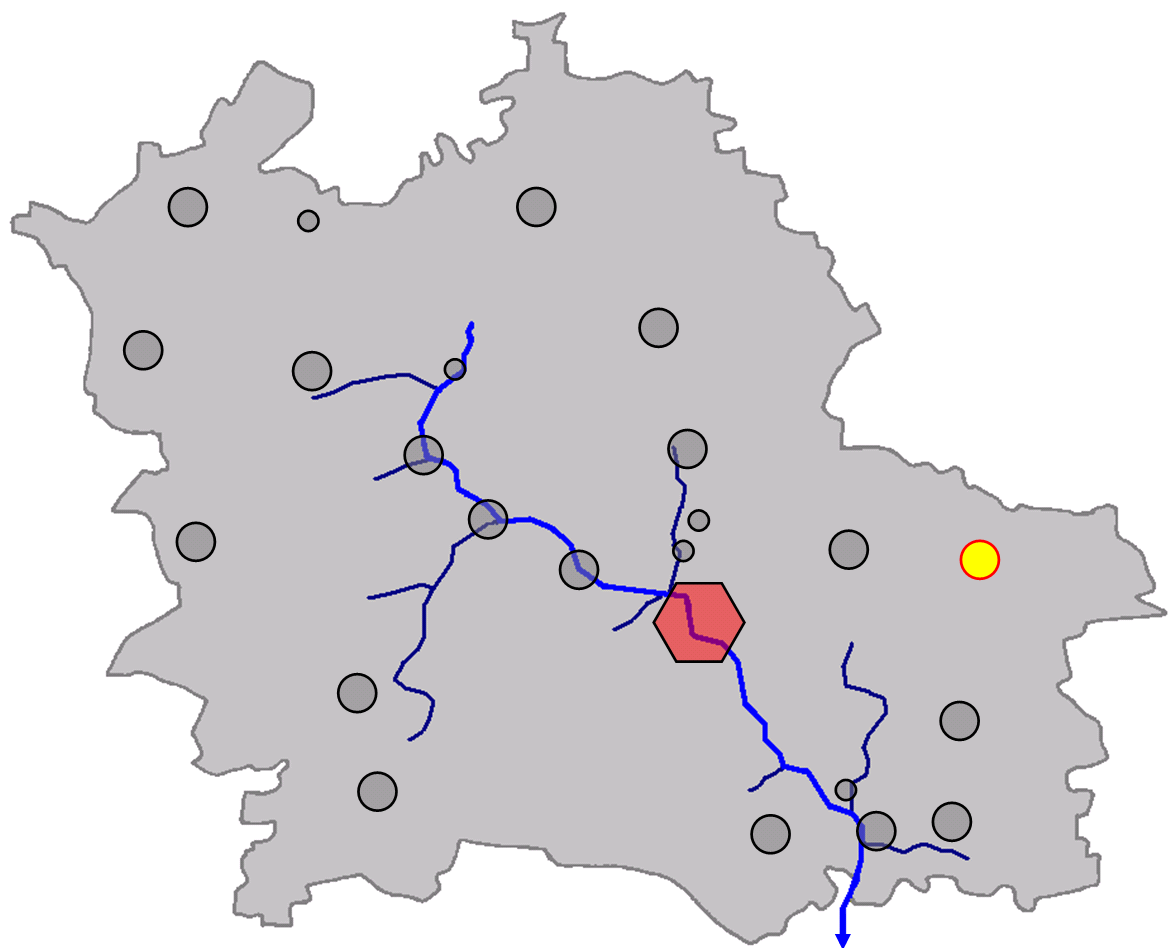
Lage Neudorfs im Markt Heiligenstadt in Oberfranken

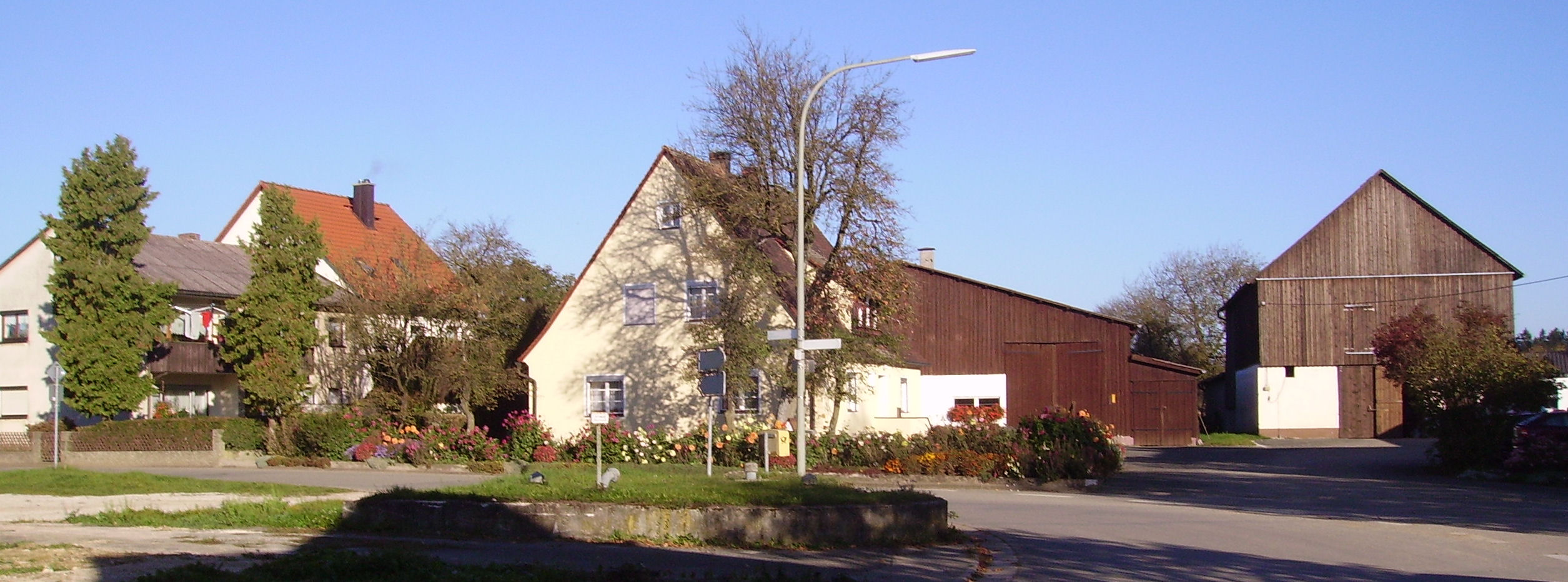
Ortsbild

Neudorf (bambergisch: Neundorf)  ist ein Gemeindeteil des Marktes Heiligenstadt i.OFr. im oberfränkischen Landkreis Bamberg in Bayern. Neudorf hat 47 Einwohner.

## Geographie
Der Weiler liegt in der Fränkischen Schweiz auf einer Höhe von 480 m ü. NHN.
Unweit von Neudorf beginnt das Werntal, welches nach Veilbronn führt.

## Geschichte
Die erste urkundliche Erwähnung stammt aus einer Urkunde vom 14. August 1341, als Hermann von Aufseß vom Bischof Leupold aus Bamberg eine Hufe in Neudorf zu Lehen erhielt, als Gegenleistung für eine Hube, die er in Teuchatz abtrat.

### Name
Bei Neudorf handelt es sich wohl ursprünglich um ein neu gegründetes Dorf zwischen den Dörfern Aufseß und Veilbronn.

### Topographische Beschreibung von 1752
In Biedermanns Topographischer Beschreibung aus dem Jahr 1752 wird Neudorf folgendermaßen geschildert:
„Neudorf; ein kleines Dörflein von 9 Haushaltungen, auf der Höhe, eine kleine Stunde von Heiligenstadt, davon 3 Mann dem Hochstift ins Amt Waischenfeld und 6 Mann dem Herrn Großen v. Trockau, dann dem Herrn v. Trautenberg zu Wildstein in Böhmen als ein Eigentum gemeinschaftlich gehören Die adeligen beiden Teilhaber sind allda Dorfs- und Gemeinherrn und mit ihren Untertanen dem Ritterkanton Gebürg steuerbar. Die Herrn Baron v. Aufseß im unteren Schloß zu Aufseß haben privative die hohe und niedere Jagd als ein Heg auch nebst ihrem Herrn Vetter im oberen Schloß zu Aufseß, eigentlich die hohe Gerichtsbarkeit, welche bisher aber das Amt Ebermannstadt in neuen Zeiten.“

### Joseph Heller (1829)
Der Bamberger Privatgelehrte Joseph Heller schilderte Neudorf in seiner Beschreibung des Muggendorfer Gebirges im Jahr 1829 folgendermaßen:
„Neudorf, gewöhnlich Gutenneudorf um es von dem Neudorf bei Muggendorf zu unterscheiden, bambergisch, protestantisch, liegt auf dem Aufseßer Gebirge im Landgericht Hollfeld bei Siegritz und hat 70 Einwohner.“

### Chronologie
- 1307 erste urkundliche Erwähnung